# Albert Edward Baharagate
Albert Edward Baharagate (Masindi, 25 de fevereiro de 1930 – Campala, 5 de abril de 2023), foi um padre católico romano do Uganda que serviu como bispo da Diocese Católica Romana de Hoima. Ele foi nomeado bispo de Hoima em 7 de julho de 1969 e renunciou a 9 de março de 1991.

## Como bispo
Foi nomeado bispo de Hoima em 7 de julho de 1969 e consagrado bispo em Hoima no dia 1 de agosto de 1969 pelo Papa Paulo VI, assistido pelo arcebispo Sergio Pignedoli, arcebispo titular de Cônia e pelo arcebispo Emmanuel Kiwanuka Nsubuga, arcebispo da arquidiocese de Campala.
Em 9 de março de 1991, Baharagate renunciou ao cargo de bispo de Hoima. Em julho de 2019, ele vivia como Bispo Emérito de Hoima.

## Morte
Albert morreu no dia 5 de abril de 2023, aos 93 anos de idade.